# بییانوئبا دل فرسنو
بییانوئبا دل فرسنو (به اسپانیایی: Villanueva del Fresno) یک شهرستان در اسپانیا است که در استان باداخس واقع شده‌است.